# اچ‌ام‌ان‌زداس کانتربوری (ال۴۲۱)
اچ‌ام‌ان‌زداس کانتربوری (ال۴۲۱) (به انگلیسی: HMNZS Canterbury (L421)) یک کشتی است که طول آن ۱۳۱ متر (۴۳۰ فوت) می‌باشد. این کشتی در سال ۲۰۰۶ ساخته شد.